# Польща на зимових Олімпійських іграх 2006
Польща на зимових Олімпійських іграх 2006 року, які проходили в італійському місті Турин, була представлена 45 спортсменами (28 чоловіками та 17 жінками) в 11 видах спорту. Прапороносцем на церемонії відкриття Олімпійських ігор була сноубордистка Пауліна Лігоцька, а на церемонії закриття — біатлоніст Томаш Сікора.
Польські спортсмени вибороли 2 медалі — 1 срібну та 1 бронзову. Олімпійська збірна Польщі зайняла 20 загальнокомандне місце.

## Медалісти
| Медалі за видом спорту | Медалі за видом спорту | Медалі за видом спорту | Медалі за видом спорту | Медалі за видом спорту |
| ---------------------- | ---------------------- | ---------------------- | ---------------------- | ---------------------- |
| Вид                    | 1                      | 2                      | 3                      | Всього                 |
| Біатлон                | 0                      | 1                      | 0                      | 1                      |
| Лижні перегони         | 0                      | 0                      | 1                      | 1                      |
| Всього                 | 0                      | 1                      | 1                      | 2                      |

| Медаль | Спортсмен        | Вид спорту     | Дисципліна                    |
| ------ | ---------------- | -------------- | ----------------------------- |
| Срібло | Томаш Сікора     | Біатлон        | Мас-старт, чоловіки           |
| Бронза | Юстина Ковальчик | Лижні перегони | 30 км класичним стилем, жінки |

## Біатлон
Чоловіки
| Спортсмен                                                | Дисципліна           | Фінал     | Фінал    | Фінал |
| Спортсмен                                                | Дисципліна           | Час       | Промахів | Місце |
| -------------------------------------------------------- | -------------------- | --------- | -------- | ----- |
| Гжегож Бодзіана                                          | спринт               | 30:08.4   | 1        | 68    |
| Гжегож Бодзіана                                          | індивідуальна гонка  | 1:03:39.6 | 5        | 72    |
| Міхал П'єха                                              | спринт               | 30:08.4   | 2        | 64    |
| Кшиштоф Пливачик                                         | індивідуальна гонка  | 1:04:12.9 | 4        | 75    |
| Томаш Сікора                                             | спринт               | 27:54.3   | 2        | 19    |
| Томаш Сікора                                             | гонка переслідування | 37:31.61  | 6        | 18    |
| Томаш Сікора                                             | мас-старт            | 47:26.3   | 1        |       |
| Томаш Сікора                                             | індивідуальна гонка  | 57:22.1   | 3        | 21    |
| Веслав Земянін                                           | спринт               | 28:10.1   | 0        | 25    |
| Веслав Земянін                                           | гонка переслідування | 38:42.36  | 1        | 28    |
| Веслав Земянін                                           | індивідуальна гонка  | 1:01:16.0 | 4        | 53    |
| Веслав Земянін Томаш Сікора Міхал П'єха Кшиштоф Пливачик | естафета             | 1:26:57.0 | 12       | 13    |

Жінки
| Спортсмен                                                           | Дисципліна           | Фінал     | Фінал    | Фінал  |
| Спортсмен                                                           | Дисципліна           | Час       | Промахів | Місце  |
| ------------------------------------------------------------------- | -------------------- | --------- | -------- | ------ |
| Магдалена Гжива                                                     | індивідуальна гонка  | 1:00:41.3 | 7        | 71     |
| Магдалена Гвіздонь                                                  | спринт               | 23:54.7   | 1        | 20     |
| Магдалена Гвіздонь                                                  | гонка переслідування | 41:12.62  | 4        | 21     |
| Магдалена Гвіздонь                                                  | мас-старт            | 45:59.5   | 5        | 29     |
| Магдалена Гвіздонь                                                  | індивідуальна гонка  | 55:17.5   | 4        | 33     |
| Магдалена Никіль                                                    | спринт               | 25:32.2   | 1        | 56     |
| Магдалена Никіль                                                    | гонка переслідування | Lapped    | Lapped   | Lapped |
| Христина Палка                                                      | спринт               | 24:07.3   | 1        | 25     |
| Христина Палка                                                      | гонка переслідування | 43:26.56  | 6        | 37     |
| Христина Палка                                                      | мас-старт            | 46:31.5   | 3        | 30     |
| Христина Палка                                                      | індивідуальна гонка  | 51:50.7   | 0        | 5      |
| Катажина Поніквія                                                   | спринт               | 26:17.3   | 1        | 63     |
| Катажина Поніквія                                                   | індивідуальна гонка  | 57:32.7   | 4        | 56     |
| Христина Палка Магдалена Гвіздонь Катажина Поніквія Магдалена Гжива | естафета             | 1:20:29.3 | 8        | 7      |

## Бобслей
| Спортсмени                                                      | Дисципліна | Фінал   | Фінал   | Фінал   | Фінал   | Фінал   | Фінал |
| Спортсмени                                                      | Дисципліна | Спуск 1 | Спуск 2 | Спуск 3 | Спуск 4 | Загалом | Місце |
| --------------------------------------------------------------- | ---------- | ------- | ------- | ------- | ------- | ------- | ----- |
| Давід Купчик Міхал Зблевський Маріуш Латковський Марцин Плахета | четвірки   | 55.89   | 55.79   | 55.85   | 55.49   | 3:43.02 | 15    |

## Гірськолижний спорт
| Спортсмен             | Змагання                   | Фінал   | Фінал        | Фінал        | Фінал        | Фінал        |
| Спортсмен             | Змагання                   | Спуск 1 | Спуск 2      | Спуск 3      | Разом        | Місце        |
| --------------------- | -------------------------- | ------- | ------------ | ------------ | ------------ | ------------ |
| Міхал Калва           | швидкісний спуск, чоловіки | n/a     | n/a          | n/a          | 1:56.81      | 44           |
| Міхал Калва           | супергігант, чоловіки      | n/a     | n/a          | n/a          | 1:36.25      | 45           |
| Міхал Калва           | слалом, чоловіки           | 59.82   | не фінішував | не фінішував | не фінішував | не фінішував |
| Міхал Калва           | комбінація, чоловіки       | 1:42.72 | не фінішував | не фінішував | не фінішував | не фінішував |
| Дагмара Крижинська    | гігантський слалом, жінки  | 1:03.86 | 1:12.05      | n/a          | 2:15.91      | 25           |
| Катажина Карасіньська | слалом, жінки              | 45.41   | 48.89        | n/a          | 1:34.30      | 30           |

## Ковзанярський спорт
| Спортсмен           | Дисципліна       | Забіг 1           | Забіг 1           | Фінал             | Фінал             |
| Спортсмен           | Дисципліна       | Час               | Місце             | Час               | Місце             |
| ------------------- | ---------------- | ----------------- | ----------------- | ----------------- | ----------------- |
| Конрад Недзведзький | 1000 м, чоловіки | n/a               | n/a               | 1:09.95           | 13                |
| Конрад Недзведзький | 1500 м, чоловіки | n/a               | n/a               | 1:48.09           | 12                |
| Мацей Устинович     | 500 м, чоловіки  | 36.09             | 51.92             | 1:28.01           | 36                |
| Мацей Устинович     | 1000 м, чоловіки | дискваліфікований | дискваліфікований | дискваліфікований | дискваліфікований |
| Артур Вас           | 500 м, чоловіки  | 36.43             | 36.61             | 1:13.04           | 32                |
| Катажина Вуйцицька  | 1000 м, жінки    | n/a               | n/a               | 1:17.28           | 8                 |
| Катажина Вуйцицька  | 1500 м, жінки    | n/a               | n/a               | 1:59.96           | 11                |
| Катажина Вуйцицька  | 3000 м, жінки    | n/a               | n/a               | 4:09.61           | 10                |
| Катажина Вуйцицька  | 5000 м, жінки    | n/a               | n/a               | 7:28.09           | 16                |
| Павел Зигмунт       | 5000 м, чоловіки | n/a               | n/a               | 6:35.01           | 18                |

## Лижні перегони
Дистанція
| Спортсмени       | Дисципліни                  | Фінал         | Фінал         |
| Спортсмени       | Дисципліни                  | Разом         | Місце         |
| ---------------- | --------------------------- | ------------- | ------------- |
| Юстина Ковальчик | 10 км класичним стилем      | не фінішувала | не фінішувала |
| Юстина Ковальчик | гонка переслідування, 15 км | 43:25.6       | 8             |
| Юстина Ковальчик | вільним стилем, 30 км       | 1:22:27.5     |               |
| Януш Кренжелок   | 15 км класичним стилем      | 40:24.5       | 26            |

Спринт
| Спортсмен                    | Дисципліна                  | Кваліфікація | Кваліфікація | Чвертьфінал | Чвертьфінал | Півфінал   | Півфінал   | Фінал      | Фінал |
| Спортсмен                    | Дисципліна                  | Результат    | Місце        | Результат   | Місце       | Результат  | Місце      | Результат  | Місце |
| ---------------------------- | --------------------------- | ------------ | ------------ | ----------- | ----------- | ---------- | ---------- | ---------- | ----- |
| Юстина Ковальчик             | жіночий спринт              | 2:21.19      | 44           | не пройшла  | не пройшла  | не пройшла | не пройшла | не пройшла | 44    |
| Мацей Кречмер                | чоловічий спринт            | 2:20.83      | 33           | не пройшов  | не пройшов  | не пройшов | не пройшов | не пройшов | 33    |
| Януш Кренжелок               | чоловічий спринт            | 2:20.04      | 23 Q         | 2:21.6      | 4           | не пройшов | не пройшов | не пройшов | 19    |
| Мацей Кречмер Януш Кренжелок | командний спринт (чоловіки) | n/a          | n/a          | n/a         | n/a         | 17:27.1    | 5 Q        | 17:26.3    | 7     |

## Санний спорт
| Спортсмени                           | Дисципліни      | Фінал   | Фінал   | Фінал   | Фінал   | Фінал    | Фінал |
| Спортсмени                           | Дисципліни      | Спуск 1 | Спуск 2 | Спуск 3 | Спуск 4 | Разом    | Місце |
| ------------------------------------ | --------------- | ------- | ------- | ------- | ------- | -------- | ----- |
| Евеліна Стажулонек                   | Одиночки, жінки | 48.653  | 47.666  | 48.293  | 47.567  | 3:12.179 | 15    |
| Кшиштоф Ліпінський Марцин Пєкарський | Двійки          | 49.829  | 48.616  | n/a     | n/a     | 1:38.445 | 17    |

## Скелетон
| Спортсмен       | Дисципліна | Фінал   | Фінал   | Фінал   | Фінал |
| Спортсмен       | Дисципліна | Спуск 1 | Спуск 2 | Разом   | Місце |
| --------------- | ---------- | ------- | ------- | ------- | ----- |
| Моніка Воловець | жінки      | 1:02.31 | 1:02.99 | 2:05.30 | 15    |

## Сноубординг
Хаф-пайп
| Спортсмени       | Дисципліна          | Спуск 1 | Спуск 1 | Спуск 2 | Спуск 2 | Фінал      | Фінал      | Фінал |
| Спортсмени       | Дисципліна          | Бали    | Місце   | Бали    | Місце   | Спуск 1    | Спуск 2    | Місце |
| ---------------- | ------------------- | ------- | ------- | ------- | ------- | ---------- | ---------- | ----- |
| Пауліна Лігоцька | хаф-пайп (жінки)    | 31.8    | 11      | 31.8    | 11      | не пройшла | не пройшла | 17    |
| Матеуш Лігоцький | хаф-пайп (чоловіки) | 11.6    | 38      | 4.0     | 38      | не пройшов | не пройшов | 44    |
| Міхал Лігоцький  | хаф-пайп (чоловіки) | 11.3    | 40      | 26.9    | 23      | не пройшов | не пройшов | 29    |

Паралельний гігантський слалом
| Спортсмени       | Дисципліна                            | Кваліфікація | Кваліфікація | 1/16         | Чвертьфінал  | Півфінал     | Фінали       | Фінали |
| Спортсмени       | Дисципліна                            | Час          | Місце        | Суперник Час | Суперник Час | Суперник Час | Суперник Час | Місце  |
| ---------------- | ------------------------------------- | ------------ | ------------ | ------------ | ------------ | ------------ | ------------ | ------ |
| Бланка Іселоніс  | паралельний гігантський слалом, жінки | 1:25.87      | 27           | не пройшла   | не пройшла   | не пройшла   | не пройшла   | 27     |
| Ягна Марчулайтіс | паралельний гігантський слалом, жінки | 1:23.12      | 17           | не пройшла   | не пройшла   | не пройшла   | не пройшла   | 17     |

Сноуборд-кросс
| Спортсмени                 | Дисципліна               | Кваліфікація | Кваліфікація | 1/8     | Чвертьфінал | Півфінал   | Фінали     | Фінали |
| Спортсмени                 | Дисципліна               | Час          | Місце        | Позиція | Позиція     | Позиція    | Позиція    | Місце  |
| -------------------------- | ------------------------ | ------------ | ------------ | ------- | ----------- | ---------- | ---------- | ------ |
| Матеуш Лігоцький           | сноуборд-кросс, чоловіки | 1:21.81      | 13 Q         | 4       | не пройшов  | не пройшов | не пройшов | 20     |
| Рафал Скарбек-Мальчевський | сноуборд-кросс, чоловіки | 1:22.07      | 16 Q         | 4       | не пройшов  | не пройшов | не пройшов | 22     |

## Стрибки з трапліна
| Спортсмен                                       | Дисципліна          | Кваліфікація | Кваліфікація | Перший раунд | Перший раунд | Фінал      | Фінал      | Фінал |
| Спортсмен                                       | Дисципліна          | Бали         | Місце        | Бали         | Місце        | Бали       | Разом      | Місце |
| ----------------------------------------------- | ------------------- | ------------ | ------------ | ------------ | ------------ | ---------- | ---------- | ----- |
| Стефан Гуля                                     | нормальний трамплін | 110.5        | 24 Q         | 115.5        | 27 Q         | 102.5      | 218.0      | 29    |
| Адам Малиш                                      | нормальний трамплін | 130.5        | 4 PQ         | 130.0        | 8 Q          | 131.0      | 261.0      | 7     |
| Адам Малиш                                      | великий трамплін    | 114.1        | 11 PQ        | 111.4        | 10 Q         | 111.3      | 222.7      | 14    |
| Роберт Матея                                    | нормальний трамплін | 127.0        | 4 Q          | 115.0        | 28 Q         | 114.0      | 229.0      | 25    |
| Роберт Матея                                    | великий трамплін    | 80.3         | 28 Q         | 84.8         | 38           | не пройшов | не пройшов | 38    |
| Рафал Сліз                                      | великий трамплін    | 63.1         | 43           | не пройшов   | не пройшов   | не пройшов | не пройшов | 43    |
| Каміль Стох                                     | нормальний трамплін | 122.5        | 11 Q         | 125.5        | 15 Q         | 121.5      | 247.0      | 16    |
| Каміль Стох                                     | великий трамплін    | 83.0         | 27 Q         | 96.2         | 30 Q         | 103.8      | 200.0      | 26    |
| Стефан Гуля Адам Малиш Роберт Матея Каміль Стох | команди             | n/a          | n/a          | 445.2        | 5 Q          | 449.2      | 894.4      | 5     |

## Фігурне катання
| Спортсмени                    | Дисципліна     | CD    | CD    | SP/OD | SP/OD | FS/FD  | FS/FD | Разом  | Разом |
| Спортсмени                    | Дисципліна     | Бали  | Місце | Бали  | Місце | Бали   | Місце | Бали   | Місце |
| ----------------------------- | -------------- | ----- | ----- | ----- | ----- | ------ | ----- | ------ | ----- |
| Дорота Загорська Маріуш Сюдек | парне катання  | n/a   | n/a   | 56.10 | 9     | 109.85 | 8     | 165.95 | 9     |
| Олександра Кауц Міхал Зих     | Танці на льоду | 24.93 | 21    | 42.06 | 22    | 69.61  | 22    | 136.60 | 21    |

## Шорт-трек
| Спортсмени    | Дисципліна       | Гіт      | Гіт   | Чвертьфінал       | Чвертьфінал       | Півфінал          | Півфінал          | Фінал             | Фінал             |
| Спортсмени    | Дисципліна       | Час      | Місце | Час               | Місце             | Час               | Місце             | Час               | Місце             |
| ------------- | ---------------- | -------- | ----- | ----------------- | ----------------- | ----------------- | ----------------- | ----------------- | ----------------- |
| Даріуш Кулеша | 500 м, чоловіки  | 43.416   | 2 Q   | дискваліфікований | дискваліфікований | дискваліфікований | дискваліфікований | дискваліфікований | дискваліфікований |
| Даріуш Кулеша | 1000 м, чоловіки | 1:29.102 | 2 Q   | 1:30.556          | 4                 | не пройшов        | не пройшов        | не пройшов        | 11                |
| Даріуш Кулеша | 1500 м, чоловіки | 2:24.118 | 5     | не пройшов        | не пройшов        | не пройшов        | не пройшов        | не пройшов        | 22                |